# Spreepark

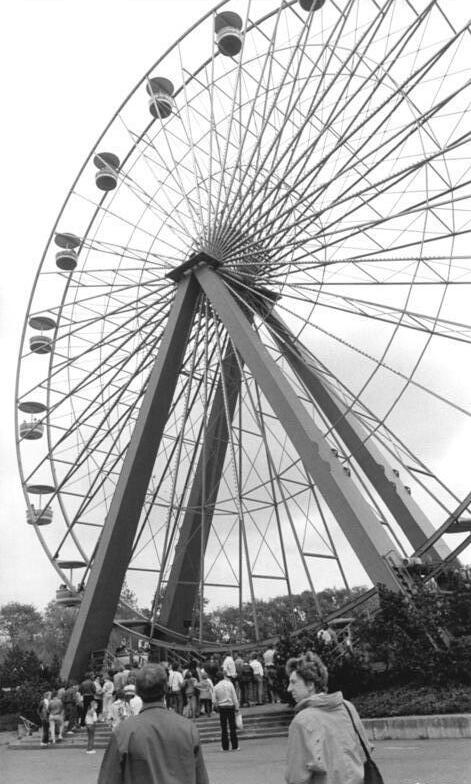
Pariserhjulet i Kulturpark Plänterwald 1987.

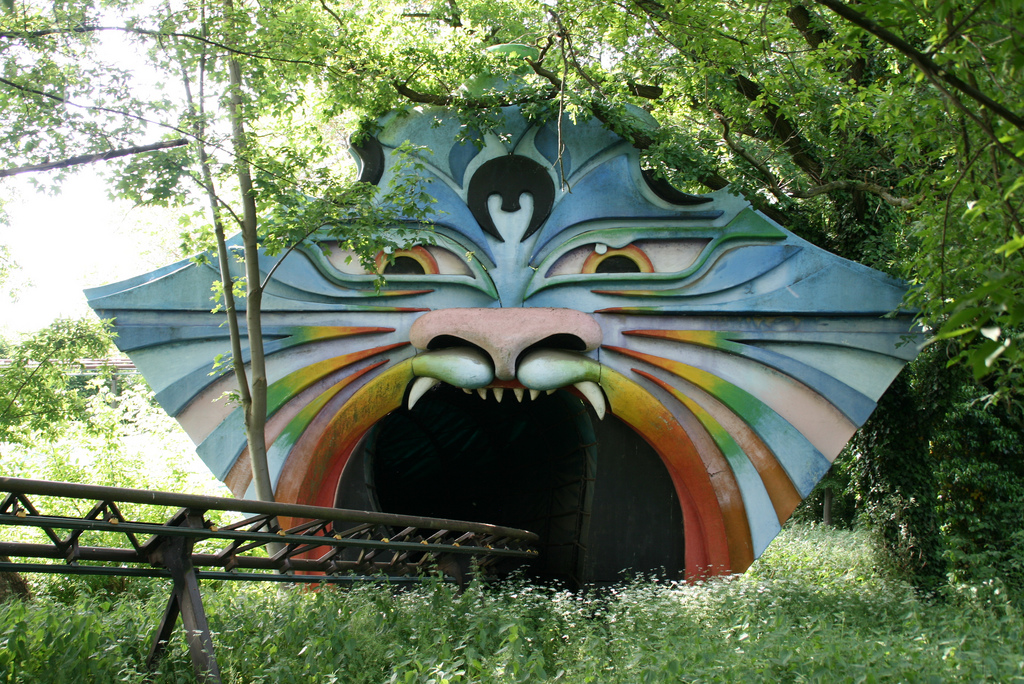
Berg- och dalbanan.

Spreepark, före Tysklands återförening känd som Kulturpark Plänterwald, är en tidigare nöjespark i östra Berlin. Parken ligger i stadsdelen Plänterwald i stadsdelsområdet Treptow-Köpenick, i anslutning till Treptower Park vid floden Sprees södra strand. Det stillastående pariserhjulet är ett av stadsdelens landmärken. Nöjesparken är sedan 2001 nedlagd. Det förfallna parkområdet har under 2000-talet kommit att bli känt i Berlins populärkultur och en populär film- och TV-inspelningsplats.

## Historia
Parken öppnades 1969 under namnet Kulturpark Plänterwald och var med omkring 1,7 miljoner besökare årligen den enda nöjesparken i sitt slag i Östtyskland. Efter Tysklands återförening omvandlades parken till en nöjespark enligt västlig förebild under ledning av Norbert Witte, men kom från 1999 och framåt att ha problem med sviktande besökarantal, som lägst omkring 400 000 besökare årligen. Verksamheten avvecklades i samband med ägarbolagets konkurs 2002. Sedan dess är parken stängd och har förfallit. Parken har under 2000-talet blivit en i populärkulturen mytomspunnen plats. Pariserhjulet i Spreepark snurrar då och då med vinden än idag. 
Den tidigare ägaren Norbert Witte tog med sig ett antal av parkens åkattraktioner till Lima i Peru, där han öppnade en ny nöjespark som dock även den gick i konkurs; när Witte återvände med karusellerna till Tyskland upptäcktes ett försök till knarksmuggling inuti delarna till "Flygande mattan", som fyllts med 167 kilo kokain. Witte dömdes till ett sjuårigt fängelsestraff 2004 och släpptes 2008.
2014 köptes det förfallna parkområdet upp av förbundslandet Berlin, som ett första steg till att åter ta området i bruk. Samma år inträffade en större brand i parken som orsakade stora skador på de kvarvarande byggnaderna.

## I film och populärkultur

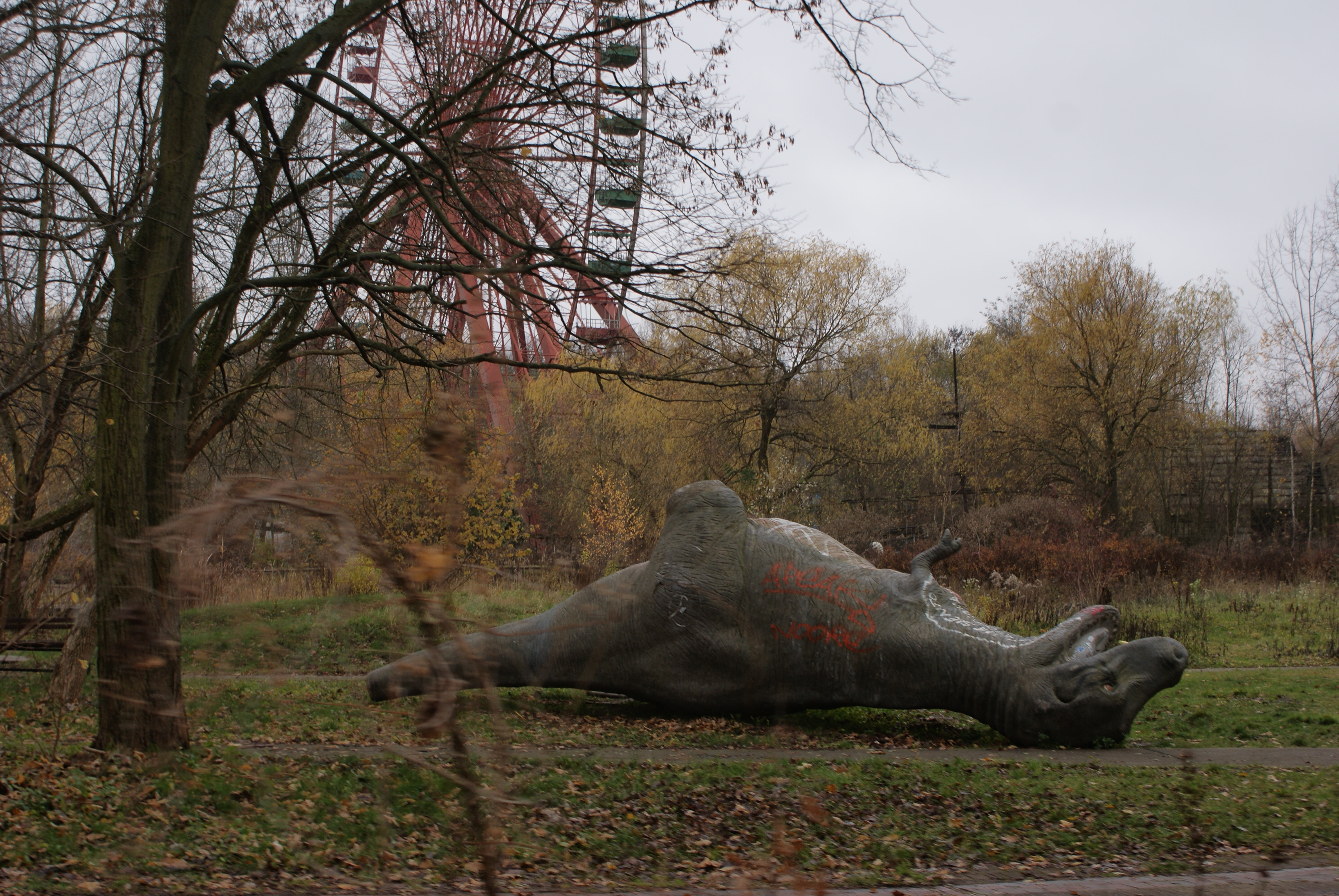
Dinosauriemodell med det stillastående pariserhjulet i bakgrunden.

Den nedlagda nöjesparken har använts som inspelningsplats för ett stort antal filmer och TV-serier, bland andra Wir sind die Nacht, Tatort, Gute Zeiten, schlechte Zeiten, Hanna, samt videon till rapparen Sidos singel Ein Teil von mir.
TV-serien Spuk unterm Riesenrad (1979) som visades i DDR-televisionen utspelas i parken. Två dokumentärfilmer har spelats in som behandlar parkens historia, Kulturpark av Immanuel Weinland (2004) och Achterbahn av Peter Dörfler (2008).
Neuköllnoperan satte upp föreställningen Geschichten aus dem Plänterwald 2006, baserad på parkens och ägarfamiljens historia.